# Firmino Palmieri
Firmino Palmieri (Roma, 6 febbraio 1939 – Roma, 30 agosto 1980) è stato un fotografo italiano.

## Biografia
Giovanissimo ha frequentato le Scuole di specializzazione nel campo della fotografia, seguendo corsi di specializzazione come fotoreporter già dal 1960, con attestati di partecipazione.
Dal 1963 al 1968, ha lavorato alle dipendenze presso i quotidiani di Roma, quali Il Tempo e Il Messaggero come fotografo e fotoreporter. Dal 1969 al 1971 ha collaborato con le agenzie giornalistiche di Roma. Ha aperto il suo studio fotografico nel gennaio del 1975 a Roma, proseguendo la sua professione di fotografo di scena, con attività in sala di posa e di laboratorio, con case cinematografiche quali Rizzoli Film, Dino De Laurentiis, Dean Film, Cine, Vides Cinematografica. Il suo studio è stato frequentato da attori ed attrici, per impegni professionali in campo cinematografico.
Negli anni 1979-1980, ha operato a fianco di fotografi, quali Luciano Amendola e Bruno Rukauer.
Nel culmine della sua carriera, colto da una grave malattia, ha dovuto rinunciare ai suoi impegni sul set cinematografico. È morto il 30 agosto 1980, a 41 anni, nella clinica ematologica del Policlinico Umberto I di Roma.
Il suo impegno come operatore di riprese cinematografiche si è manifestato accanto a registi noti come: Ettore Scola, Dino Risi, Dario Argento, i Fratelli Taviani, Marco Bellocchio, Nelo Risi, Gianfranco Mingozzi, Alberto Sordi, Francesco Rosi.

## La tecnica
La sua tecnica consisteva nella ripresa in bianco e nero oppure a colori, utilizzando in modo accurato gli effetti della luce naturale, in qualsiasi momento della giornata, curando l'inquadratura di scena, le caratteristiche fisiche del personaggio (attore, interprete), cogliendo l'attimo della recitazione e lo stato d'animo del soggetto. Sapeva scegliere la luce migliore per poter esaltare le caratteristiche del soggetto, evidenziandone la personalità. Utilizzando l'angolo di ripresa alternativo, inseriva nella composizione elementi nuovi ben bilanciati in modo che l'inquadratura scelta non fosse eccessivamente dispersiva, facendo attenzione alla persona inquadrata. Al di là degli schemi, si cimentava in inquadrature alternative, al fine di trovare un suo e personale punto di osservazione senza imitare quello di altri. Poiché il soggetto ha tantissime sfaccettature cercava l'inquadratura che secondo lui lo ispirava maggiormente. Ci teneva a conoscere il soggetto per studiare bene le espressioni e i lineamenti, in modo da costruire un rapporto empatico per poter poi riuscire a lavorare in piena armonia. Mentre ritraeva il soggetto includeva spesso i dettagli del paesaggio, mostrando una parte di scena, per poter raccontare una storia. Con i suoi ritratti comunicava all'osservatore un'emozione anche senza dover necessariamente riempire l'immagine con il volto del soggetto ripreso. Tra le celebrità ritratte da Firmino Palmieri, quale testimone della storia del cinema italiano anni 60/80, sia sul set sia nel suo studio professionale si ricordano Marcello Mastroianni, Lea Massari, Monica Vitti, Mimsy Farmer, Franco Nero, Riccardo Cucciolla, Lucio Dalla e Gian Maria Volonté.

## Report
I suoi report, con foto su riviste di attualità cinematografiche, riprese durante le lavorazioni dei film, gli hanno valso la testimonianza di attento osservatore e il riconoscimento di un uomo impegnato e disponibile con tutti, nell'ambito lavorativo. 

## Filmografia cinema
- Riusciranno i nostri eroi a ritrovare l'amico misteriosamente scomparso in Africa?, regia di Ettore Scola (1968)

- Giurò… e li uccise ad uno ad uno … , regia di Guido Celano (1968)

- Come quando perché , regia di Antonio Pietrangeli (1969)
- H 2 S , regia di Roberto Faenza (1969)
- Il Commissario Pepe, regia di Ettore Scola (1969)
- Il giovane normale, regia di Dino Risi  (1969)
- Dramma della gelosia - tutti i particolari in cronaca, regia di Ettore Scola (1970)
- Cerca di capirmi, regia di Mariano Laurenti (1970)
- Stanza 17-17 Palazzo delle tasse, ufficio postale, regia di Michele Lupo (1971)
- Il gatto a nove code, regia di Dario Argento (1971)
- Permette? Rocco Papaleo, regia di Ettore Scola (1971)
- L'istruttoria è chiusa: dimentichi, regia di Damiano Damiani (1971)

- Girolimoni – Il mostro di Roma, regia di Damiano Damiani (1972)
- La vita in gioco, regia di Gianfranco Mingozzi (1972)
- La colonna infame, regia di Nelo Risi (1973)
- Piazza pulita, regia di Luigi Vanzi (1972)
- La polizia al servizio del cittadino?, regia di Romolo Guerrieri (1973)
- Mordi e fuggi, regia di Dino Risi (1973)
- Diario di un italiano, regia di Sergio Capogna (1973) –
- Orlando Furioso, regia di Luca Ronconi  (1974)
- Allonsanfan, regia di  Paolo Taviani, Vittorio Taviani (1974)
- Donna è bello, regia di Sergio Bazzini (1974)
- Finché c'è guerra c'è speranza, regia di Alberto Sordi (1974)
- C'eravamo tanto amati, regia di Ettore Scola (1974)
- Faccia di spia, regia di Giuseppe Ferrara (1975)
- Il caso Raoul, regia di Maurizio Ponzi (1975)
- Il comune senso del pudore, regia di Alberto Sordi (1976)
- Una vita venduta, regia di Aldo Florio (1976)
- Nel cerchio, regia di Gianni Minello (1976)
- Quelle strane occasioni, regia di Luigi Comencini (1976)
- Porci con le ali, regia di Paolo Pietrangeli (1977)
- Un borghese piccolo piccolo, regia di Mario Monicelli (1977)
- L'albero della maldicenza, regia di Giacinto Bonacquisti (1977)
- Maschio latino cercasi, regia di Giovanni Narzisi (1977)
- Padre padrone, regia di Paolo Taviani, Vittorio Taviani (1977)
- Eternità... e un giorno ancora, regia di Claude D'Anna (1978)
- Cristo si è fermato a Eboli, regia di Francesco Rosi (1979)
- Bionda fragola, regia di Mino Bellei (1980)
- Mafia, una legge che non perdona, regia di Bob Ghisais (1980)
- La terrazza, regia di Ettore Scola (1980)
- Una moglie, due amici, quattro amanti, regia di Michele Massimo Tarantini (1980)
- Fantozzi contro tutti, regia di Nino Parenti (1980)
- Salto nel vuoto, regia di Marco Bellocchio (1980)

## Filmografia televisione
- Il visitatore, regia di Sergio Bazzini (1971)
- Orzowei, il figlio della savana, regia di Yves Allégret (1976)
- Gli ultimi tre giorni, regia di Gianfranco Mingozzi (1977)
- Ammazzare il tempo, regia di Mimmo Rafele (1979)
- Panagulis vive, regia di Giuseppe Ferrara (1980)

## Filmografia attore
- Mordi e Fuggi, regia di Dino Risi (1973)